# Хамунди
Хамунди (исп. Jamundí) — город и муниципалитет на западе Колумбии, на территории департамента Валье-дель-Каука. Входит в состав Южного субрегиона.

## История
Поселение, из которого позднее вырос город, было основано 22 марта 1536 года.

## Географическое положение
Город расположен в южной части департамента, в гористой местности Западной Кордильеры, к западу от реки Каука, на расстоянии приблизительно 3 километров к югу от города Кали, административного центра департамента. Абсолютная высота — 972 метра над уровнем моря.
Муниципалитет Хамунди граничит на севере с территорией муниципалитета Кали, на западе — с муниципалитетом Буэнавентура, на юге — с территорией департамента Каука. Площадь муниципалитета составляет 577 км².

## Население
По данным Национального административного департамента статистики Колумбии, совокупная численность населения города и муниципалитета в 2015 году составляла 119 532 человека.
Динамика численности населения муниципалитета по годам:
| 2005   | 2006   | 2007    | 2008    | 2009    | 2010    | 2011    | 2012    | 2013    | 2014    | 2015    |
| ------ | ------ | ------- | ------- | ------- | ------- | ------- | ------- | ------- | ------- | ------- |
| 96 993 | 99 079 | 101 192 | 103 337 | 105 510 | 107 730 | 110 000 | 112 313 | 114 672 | 117 079 | 119 532 |

Согласно данным переписи 2005 года мужчины составляли 48,3 % от населения Хамунди, женщины — соответственно 51,7 %. В расовом отношении негры, мулаты и райсальцы составляли 60,8 % от населения города; белые и метисы — 38,4 %; индейцы — 0,8 %.
Уровень грамотности среди всего населения составлял 93,7 %.

## Экономика
52,1 % от общего числа городских и муниципальных предприятий составляют предприятия торговой сферы, 31,5 % — предприятия сферы обслуживания, 15,5 % — промышленные предприятия, 0,9 % — предприятия иных отраслей экономики.

## Транспорт
Через город проходит национальное шоссе № 25 (исп. Ruta Nacional 25).